# Comité national olympique de Côte d'Ivoire
Le Comité national olympique de Côte d'Ivoire (CNO-CIV) est le représentant de la Côte d'Ivoire au comité international olympique (CIO). Il appartient à l'association des comités nationaux olympiques d'Afrique et son président est Georges Joseph N'Goan.

## Histoire
Le Comité national olympique de Côte d'Ivoire, abrégé CNO-CIV est fondé en 1962. Il est reconnu en tant que entité par le comité international olympique en 1963. La Côte d'Ivoire participe à ses premiers Jeux olympiques en 1964 à Tokyo. Le CNO-CIV reçoit en 1977 la coupe olympique.

## Missions
La mission du CNO-CIV est de développer, promouvoir et protéger le mouvement olympique. Il assure également la représentation de la Côte d'Ivoire aux Jeux olympiques ainsi qu'aux compétitions multisports régionales, continentales et mondiales sous l'égide du comité international olympique.

## Présidence
- Loubo Djessou (1962-1967)[2] ;
- Louis Guirandou-N'Diaye (1968-1999)[5];
- Lassana Palenfo (1999-2022)[6];
- Georges Joseph N'Goan (depuis 2022)[7],[8],[9].